# 酒癖50
『酒癖50』（さけぐせフィフティ）は、2021年7月15日から8月19日にABEMA SPECIALで配信された連続ドラマ。全6話。

## 概要
酒によってあぶり出される人間の本当の弱さや愚かさを描く連続ドラマ。主演の小出恵介は4年ぶりのドラマ復帰となる。
監督は映画『全員死刑』を手掛けた小林勇貴。脚本は鈴木おさむが務める。
小林は作品イメージとしてイギリスのドラマ『ブラック・ミラー』を挙げている。

## あらすじ
Hate Alcohol Firm〈ヘイトアルコールファーム〉に務める酒野聖（さけのせい）は、ある企業の社長から“Hate Alcoholプログラム”の依頼を受ける。そこで様々な理由や行いで“酒癖の悪い50人”の社員を集めプログラムを受講させるが、懲りない面々はそれでも飲酒を続け問題を引き起こす。酒野は彼らに強烈なプログラムを課すことを決意する。

## 登場人物
酒野聖（さけの せい）
演 ‐ 小出恵介
アルコール依存などの対策を行うHate Alcohol Firm主宰者。
青田勢（あおた せい）
演 ‐ 浅香航大
オーバークリエーションの若手で営業第1部所属社員。28歳。取引先との交渉のため周囲に一気飲みなどを課してしまう。高校、大学時代はラグビー部で圧が強い。上司に注意されアルコール強要を反省したように見えたが……。
下野優（しもの ゆう）
演 ‐ 前野朋哉
オーバークリエーションの営業第2部社員。35歳。クライアントに頭を下げる日々だが、酒を飲むと暴れる性格で、路上で潰れ警察に厄介になったこともある。一時は趣味を見つけ酒を断つが、陰口をたたかれ、後輩に乗せられ、酒に手を伸ばしてしまう。
口山憲治（くちやま けんじ）
演 ‐ 犬飼貴丈
オーバークリエーションの総務部社員。25歳。福岡出身。クレーム処理を担当。ある飲み会で酒の勢いでやっかいだった上司を批判し、周囲の社員からもてはやされる。酒野から無礼講にも限度があると講義を受けるが、紹介されるケースと異なり、自分はあくまで代弁してるだけであると訴える。
色川漣（いろかわ れん）
演 ‐ 村上純
オーバークリエーションのマーケティング部スタークリエイター。憧れる存在であるが、こと女性についてはお酒の力を使い強引に口説き抱くことを常にしている。周囲から指摘を受けており、やがて女性陣から復讐を受けることとなる。
劇中人形劇
声の出演 ‐ イッキ、黒岩拓真、外崎友亮、浜添伸也、羽田郷太

## 主なゲスト
- 若林拓也（第1話 ‐ 第6話）玉樹
- 小林涼子（第1話）
- 小柳友（第1話）
- 曽田陵介（第1話）
- 松嶋亮太（第1話、第2話、第3話）
- 中山求一郎（第1話）
- 江野沢愛美（第1話）
- 冨家規政（第1話）
- 百瀬朔（第1話）
- 前川茂輝（第1話）
- 袴田吉彦（第1話）
- 岡田浩暉（第1話）
- 水間ロン（第2話）
- 竹井梨乃（第2話）
- 中村無何有（第2話）
- 濱正悟（第2話）
- 嶺豪一（第2話）
- 遊井亮子（第2話）
- 山中崇（第2話）
- 平井珠生（第3話）
- 坪根悠仁（第3話）
- 樋口柚子（第3話）
- 小野寺晃良（第3話）
- 吉田ウーロン太（第3話）
- 小須田康人（第3話）
- 荻野友里（第3話）
- 般若（第3話）
- 高月彩良（第4話）
- 渡辺佑太朗（第4話）
- 貴島明日香（第4話）
- 大平有沙（第4話）
- 眞嶋優（第4話）
- とももともも（第4話）
- 樋口柚子（第4話）
- 佐分利眞由奈（第4話）
- 瀬口美乃（第4話）
- 聡太郎（第4話）
- 兒玉宣勝（第4話）
- 小池徹平（第5話、第6話）武山健太[7]
- 田中俊介（第5話、第6話）
- 中島健（第5話、第6話）
- 森準人（第5話、第6話）
- 三浦獠太（第5話）
- 花山瑞貴（第5話、第6話）
- 金沢雅美（第5話）
- スガマサミ（第5話、第6話）
- 山本真（第5話、第6話）
- 谷口一（第5話）
- 山根和馬（第6話）
- 須藤学（第6話）
- 中西秀斗（第6話）
- BOB（第6話）
- 山本真（第6話）
- 菅野達也（第6話）

## 配信日程
| 配信回 | サブタイトル                               | 放送日         | 配信時間 | 脚本       | 監督     |
| ------ | ------------------------------------------ | -------------- | -------- | ---------- | -------- |
| 第1話  | アルハラ～俺ができることはお前もできる～   | 2021年 7月15日 | 45分     | 鈴木おさむ | 小林勇貴 |
| 第2話  | 酒乱〜溜め込んだストレスを酒に逃げていた〜 | 7月22日        | 42分     | 鈴木おさむ | 小林勇貴 |
| 第3話  | 無礼講〜お酒の場を使って口撃する〜         | 7月29日        | 39分     | 鈴木おさむ | 小林勇貴 |
| 第4話  | お持ち帰り〜お酒の力で女性を抱く〜         | 8月5日         | 40分     | 鈴木おさむ | 小林勇貴 |
| 第5話  | 酒野聖〜親友ならお酒飲んでくれよ〜         | 8月12日        | 30分     | 鈴木おさむ | 小林勇貴 |
| 第6話  | 酒野聖〜お酒が大嫌いになりました〜         | 8月19日        | 43分     | 鈴木おさむ | 小林勇貴 |

## スタッフ
- 企画：藤田晋
- 脚本：鈴木おさむ
- 監督：小林勇貴
- 音楽：中川孝
- 主題歌：AK-69『Hangover』（Def Jam Recordings、Flying B Entertainment）
- 人形劇パート
  - 操演：清水正子、川口英子、がこさく、栗原弘昌、中山正子、関彩那
  - 絵コンテ：相馬宏充
  - 美術：佐々木光敬
  - 制作：西村仁志、上村繭子
  - 実制作チーム、協力：スタジオ・ノーヴァ
- 撮影：山崎裕典
- 照明：岩切弘治
- 美術：阿久津桂
- 編集：目見田健
- 制作：安丸徹
- 特機：達川達郎
- 医療監修：依田茂樹
- 警察監修：尾崎祐司
- コール監修：萩千紘
- タイトルバック：森田亮
- アクションコーディネート：雲雀大輔（スタントチームGocoo）
- カースタント：スーパードライバーズ（雨宮正信、野呂慎治）
- 技術協力：IMAGICAエンタテインメントメディアサービス
- 美術協力：美学舎、株式会社ひまわり
- プロデューサー：谷口達彦、小出亮太（以上AbemaTV）、梶原富治、北澤卓哉（以上ROBOT）
- マーケティングプロデューサー：川島彩乃（AbemaTV）
- プロジェクトマネージャー：岩崎佑生（AbemaTV）
- ラインプロデューサー：田村豊（ROBOT）
- 制作：ROBOT
- 製作著作：AbemaTV

## 漫画
本作のコミカライズが2022年8月5日より「ComicWalker」（KADOKAWA）の「電撃コミックレグルス」レーベルにて連載されている。漫画は唐崎が担当。